# Wipeout Pure
Wipeout Pure (estilizado como wipE'out purE) es un videojuego de carreras futurista desarrollado por Sony Studio Liverpool y publicado por Sony Computer Entertainment para PlayStation Portable. Se lanzó por primera vez el 24 de marzo de 2005 en América del Norte, el 7 de abril de 2005 en Japón y el 1 de septiembre de 2005 en Europa. En Norteamérica y Europa, fue un título de lanzamiento para la plataforma.
Es la sexta entrega de la serie Wipeout. El juego se lleva a cabo en el año 2197, exactamente 100 años después de Wipeout 2097, y gira en torno a los jugadores que compiten en la liga de carreras antigravedad FX300. Desarrollado por Liverpudlian Sony Studio Liverpool (anteriormente conocido como Psygnosis), la producción de Wipeout Pure comenzó en agosto de 2003 y duró hasta principios de 2005. A lo largo del desarrollo, el equipo creó interfaces de usuario completamente nuevas y otros algoritmos que aceleraron el proceso de desarrollo a tiempo para el lanzamiento norteamericano de PlayStation Portable.
El juego recibió críticas positivas de los críticos tras su lanzamiento. Los revisores elogiaron unánimemente los gráficos, los diseños de pistas y la estética general; sin embargo, algunos notaron fluctuaciones ocasionales de la frecuencia de fotogramas.

## Jugabilidad
Wipeout Pure es un juego de carreras que se desarrolla en el año 2197, exactamente 100 años después de los eventos de Wipeout 2097, y gira en torno a jugadores que compiten en la liga de carreras antigravedad FX300. Los jugadores controlan las naves antigravidad que son propiedad de corporaciones de carreras (a los que se hace referencia como "equipos" en el juego). Hay un total de ocho equipos destacados en el juego, con una nave disponible para cada uno. Cada nave tiene diferentes características, por ejemplo, cada nave tiene variaciones en el manejo, el empuje, la velocidad máxima y la resistencia del escudo. Cada nave está equipada con un escudo de energía que absorbe el daño sufrido durante una carrera; la energía se pierde cuando la nave del jugador choca o es golpeado por armas de fuego. Si el escudo se agota, la nave del jugador explotará y, en consecuencia, se eliminará de la carrera. Sin embargo, el jugador puede reponer energía al absorber las armas recogidas.
Además del blindaje, cada nave tiene frenos de aire que pueden utilizarse para navegar a través de esquinas difíciles a alta velocidad. El juego también presenta varias armas que se pueden usar contra oponentes, aunque algunas armas tienen propósitos defensivos. Por ejemplo, un piloto automático entregará el control de la nave del jugador a la computadora por un corto período de tiempo, y los escudos se pueden usar para proteger la nave del jugador de todo daño, aunque sea temporalmente. Las armas ofensivas incluyen cohetes, misiles, rayos de plasma y minas. Los modos de juego incluyen una sola carrera, torneo, contrarreloj y un exclusivo modo "Zona", que gira en torno a la supervivencia a medida que la nave del jugador acelera cada vez más a velocidades extremas. El juego también cuenta con un modo multijugador en línea, además de contenido descargable, que incluye nuevas naves, pistas y música.

## Contenido descargable
Wipeout Pure fue el primer título de PSP que admite contenido descargable, incluidos vehículos adicionales, pistas y material gráfico gratuito a través de Internet. Paquetes de contenido descargable estuvieron disponibles todos los meses durante seis meses. Hay tres paquetes principales disponibles, de una forma u otra, en todas las regiones donde el soporte DLC estaba disponible: Gamma, Delta y Classic. Además, también hay una serie de paquetes exclusivos para la región que solo están disponibles para una versión específica. Los paquetes DLC no son compatibles entre sí. Fueron lanzados en el sitio oficial de Wipeout Pure, que finalmente se cerró, pero desde entonces se han conservado a través de sitios web de terceros.

## Desarrollo
Wipeout Pure fue desarrollado por el desarrollador de Liverpudlian Sony Studio Liverpool (anteriormente conocido como Psygnosis). La preproducción del juego comenzó en agosto de 2003 y la producción completa se realizó en octubre de ese año, con solo dos miembros del personal trabajando en el juego en ese momento. El equipo recibió kits de desarrollo para PlayStation Portable en agosto de 2004; para entonces, el equipo de desarrollo había crecido a veinte personas. Dave Burrows, uno de los dos miembros originales del personal que conceptualizó el juego, se reflejó en una "autopsia" retrospectiva que el estudio tuvo que aprender de sus errores anteriores con su antecesor, Wipeout Fusion. Burrows mencionó que una de las principales dificultades que enfrentó el equipo de desarrollo fue que los artistas y diseñadores del equipo estaban "luchando casi todo el tiempo"; Los diseñadores primero diseñaron una pista para el juego, luego se la pasaron a los artistas, mientras que los primeros todavía estaban haciendo ajustes. Burrows también recordó que los kits de edición del desarrollador requerían muchas horas de "ajustes", lo que en última instancia no dio como resultado un flujo de trabajo suave.
Durante el desarrollo, el equipo se dispuso a hacer el juego jugable para probar lo antes posible. Burrows explicó que Studio Liverpool se vio obligado a crear una interfaz de usuario "completamente desde cero", junto con la dinámica, la inteligencia artificial y los elementos básicos antes de que pudieran comenzar las pruebas. El desarrollo de cada uno de estos aspectos se dividió en ciclos de seis semanas; Burrows declaró que en lugar de que el equipo pasara seis semanas diseñando y perfeccionando todas las armas en el juego, el equipo pasó tres días diseñando armas individualmente en lugar de hacerlo simultáneamente. Burrows recordó que, mientras desarrollaba Wipeout Fusion, Studio Liverpool descubrió que la mitad de su tiempo se estaba "empapando" al construir una interfaz de usuario para su editor. Como el equipo sabía que Wipeout Pure debía enviarse a tiempo para el lanzamiento de PlayStation Portable, se tomó la decisión de crear nuevos complementos para su software, Autodesk Maya, para ahorrar tiempo durante el desarrollo.
Después de crear complementos personalizados para el software de gráficos de computadora en 3D, Burrows afirmó que el equipo podría crear y probar pistas de carrera completas en cinco minutos. El complemento personalizado utilizado para crear pistas consistía en un archivo de 450 kilobytes, que contenía subdivisiones de polígonos e información sobre inteligencia artificial, reduciendo efectivamente el tiempo para crear pistas de seis horas a cinco minutos. Para poder jugar el juego lo antes posible, el equipo desarrolló la interfaz de usuario en el lenguaje de marcado XML, lo que permitió realizar revisiones del contenido en cualquier momento. Sin embargo, Burrows recordó que el único inconveniente de convertir todo a XML era que el juego siempre corría el riesgo de volverse demasiado grande para el Universal Media Disc de la PlayStation Portable. La portada del juego fue diseñada por Popgun, quien también diseñó los logotipos de los juegos lanzados por EA Sports.
Para mostrar las capacidades de PlayStation Portable, el equipo tuvo que desarrollar un sistema de descarga que pudiera proporcionar al juego contenido descargable en el futuro, que incluía nuevas pistas, música y barcos. Además, Burrows se dio cuenta de que el nuevo contenido descargable tenía el potencial de generar más ingresos para Studio Liverpool. Para lograr esto, el equipo tuvo que encontrar una manera de evitar los problemas involucrados en hacer que la PlayStation Portable reconociera los archivos descargados. La solución requería el uso de datos de juegos piggybacking a un formato válido reconocido por PlayStation Portable; en el que se usaría un archivo ficticio en una aplicación Java basada en la web.

### Música
Listado de canciones
- Aphex Twin: "Naks Acid"
- CoLD SToRAGE: "Onyx"
- Cosmos: "Kinection"
- Drumattic Twins: "Twister"
- Elite Force: "Cross The Line"
- Freq Nasty: "Grand Theft"
- Friendly: "We Got Juice"
- Jay Tripwire: "Room 2"
- LFO: "Flu-Shot"
- Ming_(DJ) + FS: "Hellion"
- Paul Hartnoll: "Ignition"
- Photek: "C Note"
- Plump DJs: "Black Jack 3"
- Rennie Pilgrem & Roxiller: "Bug"
- T Power: "The System"
- Stanton Warriors: "Night Mover"
- Tayo Meets Acid Rockers Uptown: "Crafty Youth"
- Themroc: "Mean Red"
- Tiësto: "Goldrush"

Además, una banda sonora oficial fue lanzada a través de Distinctive Records. Contenía las canciones antes mencionadas, excepto Goldrush, Black Jack 3, Kinection, The System y Curves. En su lugar, contenía 3 pistas inéditas de Distinctive. Éstas eran:
- TLS: "Saxtrax"
- Way Out West: "Pulse Of Life (Editado)"
- Hybrid: "Zulu (Partitura original)"

## Recepción
Wipeout Pure recibió críticas positivas al momento de su publicación. Tiene una puntuación agregada del 88% de Metacritic basada en 53 revisiones.
Los gráficos fueron el aspecto más elogiado del juego. Ryan Davis, de GameSpot, dijo que las imágenes eran "hermosas" e impresionantes, tanto en el diseño de las naves como en los detalles de las pistas. Sin embargo, Davis notó que el juego nunca permanece en un "sólido" 60 fotogramas por segundo, lo que puede causar fluctuaciones ocasionales. Un crítico de GamePro también elogió los efectos visuales por impresionantes, afirmando que el "hermoso" panorama panorámico desafió la noción de los gráficos habituales que se muestran en una consola portátil. Ryan O'Donnell de IGN consideró que los gráficos eran el aspecto más fuerte del juego, y dijo que sus recorridos, detalles de armas y diseños de barcos eran "hermosos". Sin embargo, O'Donnell descubrió que los problemas ocasionales de la tasa de fotogramas evitaban la "perfección". Daniel Chang, de GameSpy, opinó que las imágenes estaban "bien diseñadas como cualquier videojuego o película". John Davison de 1UP declaró que tanto la presentación como los gráficos del juego eran impresionantes y "absolutamente hermosos". Un crítico de Edge también elogió la estética como "hermosa" y dinámica. Andy Kelly, de GamesRadar, declaró que las imágenes estaban bien diseñadas, aunque notó algunas caídas de velocidad de fotogramas.
Los críticos también vieron favorablemente varios aspectos de la jugabilidad. Davis afirmó que la jugabilidad de alta velocidad era "increíblemente atractiva" y artística tanto a nivel visual como técnico. Un crítico de GamePro disfrutó de la idea de usar diferentes naves en las carreras y también elogió el modo multijugador en línea del juego, afirmando que "agrega una dinámica completamente nueva al juego". O'Donnell citó la intención del desarrollador de combinar una jugabilidad ultrarrápida como "inteligente". Además, O'Donnell reconoció que Sony Studio Liverpool "aprendió de sus errores" de la mala jugabilidad de su predecesor, Wipeout Fusion, y creó lo que O'Donnell consideraba "el corredor futurista más pulido que jamás haya salido al mercado". De manera similar, Chang opinó que la entrega anterior era "obtusa" y no presentó una experiencia positiva para la franquicia Wipeout, sin embargo, estuvo de acuerdo en que Wipeout Pure se convirtió en un juego de carreras futurista "extremadamente pulido" y jugable, y agregó que los desarrolladores eliminaron elementos que fueron considerados ineficaces en juegos anteriores. Un crítico de Edge elogió los diferentes modos del juego por ser dinámicos y viciosos, afirmando que el juego ofrece un sentido de control "absoluto". Kelly consideró que el multijugador en línea estaba "excelentemente ejecutado" y que la gran cantidad de armas en el juego estaba bien diseñada.

### Citas
1. ↑  Sony Studio Liverpool, 2005, p. 3.
2. ↑  Sony Studio Liverpool, 2005, p. 11.
3. ↑  Sony Studio Liverpool, 2005, p. 8.
4. 1 2 3 4  O'Donnell, Ryan (18 de marzo de 2005). «Wipeout Pure review». IGN. Ziff Davis. pp. 1-3. Archivado desde el original el 13 de mayo de 2016. Consultado el 17 de abril de 2016.
5. 1 2  Sony Studio Liverpool, 2005, p. 9.
6. ↑  Sony Studio Liverpool, 2005, p. 10.
7. ↑  Sony Studio Liverpool, 2005, p. 19.
8. ↑  Sony Studio Liverpool, 2005, p. 12.
9. ↑  Sony Studio Liverpool, 2005, p. 14.
10. ↑  http://www.wipeoutzone.com/forum/showthread.php?7242-Pure-Track-Packs
11. 1 2 3 4 5 6 7 8 9  Iain Simons (7 de septiembre de 2005). «Postcard from GDC Europe 2005: Postmortem: SCEE's WipEout Pure». Gamasutra. UBM. Consultado el 16 de abril de 2016.
12. 1 2 3  Davison, John (21 de marzo de 2005). «Wipeout Pure review (2005)». 1UP. Ziff Davis. Archivado desde el original el 25 de abril de 2016. Consultado el 17 de abril de 2016.
13. 1 2  «Wipeout Pure for PSP reviews». Metacritic. Consultado el 17 de abril de 2016.
14. 1 2 3  «Wipeout Pure review». Edge Online. Future plc. 14 de abril de 2005. Archivado desde el original el 3 de abril de 2013. Consultado el 17 de abril de 2016.
15. 1 2 3  «Wipeout Pure review». GamePro. 9 de marzo de 2005. Archivado desde el original el 13 de marzo de 2005. Consultado el 17 de abril de 2016.
16. 1 2 3  Kelly, Andy (23 de marzo de 2007). «Wipeout Pure review». GamesRadar. Future plc. Archivado desde el original el 13 de octubre de 2014. Consultado el 17 de abril de 2016.
17. 1 2 3  Davis, Ryan (18 de marzo de 2005). «Wipeout Pure for PSP review». GameSpot. Archivado desde el original el 13 de enero de 2007. Consultado el 17 de abril de 2016.
18. 1 2 3  Chang, Daniel (23 de marzo de 2005). «WipEout Pure review». GameSpy. Consultado el 17 de abril de 2016.